# Acer wangchii
Acer wangchii är en kinesträdsväxtart som beskrevs av Fang. Acer wangchii ingår i släktet lönnar, och familjen kinesträdsväxter. Inga underarter finns listade i Catalogue of Life.